# Erythrolamprus mertensi
Erythrolamprus mertensi är en ormart som beskrevs av Roze 1964. Erythrolamprus mertensi ingår i släktet Erythrolamprus och familjen snokar. IUCN kategoriserar arten som livskraftig (LC). Inga underarter finns listade i Catalogue of Life.
Arten förekommer i bergstrakter i centrala Venezuela. Utbredningsområdet ligger 1000 till 1240 meter över havet. Ormen vistas i lövskiktet i molnskogar.